# Tetrastichus travancorensis
Tetrastichus travancorensis är en stekelart som beskrevs av Saraswat 1975. Tetrastichus travancorensis ingår i släktet Tetrastichus och familjen finglanssteklar. Inga underarter finns listade i Catalogue of Life.